# الطقس الغريب (فلم)
الطقس الغريب هو (بالإنجليزية: Strange Weather) هو فيلم درامي أُنتج في الولايات المتحدة وصدر عام 2016 من تأليف وإخراج كاثرين ديكمان.

## القصة
دارسي هي مديرة الكلية التي انتحر ابنها ووكر قبل سبع سنوات. ثوابتها الوحيدة في الحياة هي البستنة وصديقها المفضل بيرد. بعد أن علمت أن صديق ووكر القديم مارك سرق فكرته عن سلسلة مطاعم قامت بحزم حقيبتها وتأخذ بيرد وتسافر إلى نيو أورلينز لمواجهته وتصفية الحساب.

## طاقم العمل
- هولي هانتر بدور دارسي بايلور
- كاري كون بدور بيرد ريت
- كيم كواتس في دور كلايتون واتسون
- جلين هيدلي في دور ماري لو هيلي
- أندرين وارد هاموند في دور جيري
- شين جاكوبسن في دور مارك رايت
- إميلي بيشي في دور موظف استقبال دوج هاوس
- فدية أشلي بدور ووكر بايلور
- ووكر بابينجتون في دور دينيس
- كريج بو في دور بوفورد لا بيير
- جوني ماكفيل في دور ويس
- مايكل راندال ضابط شرطة

## العرض
تم عرض الفيلم في قسم العروض التقديمية في مهرجان تورنتو السينمائي الدولي 2016 .  و بطريقة مسرحية في 28 يوليو 2017. 

## روابط خارجية
- مقالات تستعمل روابط فنية بلا صلة مع ويكي بيانات